# Zorro contro Maciste
Zorro contro Maciste è un film del 1963 diretto da Umberto Lenzi.

## Trama
Alla morte di Filippo IV, re di Nogara, le eredi del defunto sono le due nipoti: la principessa Malva e la principessa Isabella. Le due sono molto diverse, Isabella è saggia e avveduta mentre Malva è crudele e molto ambiziosa. Entrambe sanno che prima di morire il sovrano ha quasi sicuramente scelto Isabella, e per questo Malva assolda Maciste per cercare di mettere le mani su un cofanetto contenente il testamento del re, per sostituirlo con uno a lei favorevole. Isabella e il poeta Ramon intuiscono la manovra e quest'ultimo consiglia a Isabella di assumere Zorro con l'incarico di mettere le mani sul cofanetto prima della rivale. Al termine di una dura battaglia e di una serie di trucchi tra i due eroi il cofanetto rimane nelle mani di Maciste, che però intuisce i sordidi piani della principessa Malva e accetta di consegnarlo a Zorro. Alla fine Zorro, rivelatosi Ramon, e la regina dichiarano l'un l'altra il proprio amore, mentre Maciste come sempre riparte verso altre avventure, anche lui dopo aver trovato una compagna nella ex cameriera della regina.